# Muiderpoort (Amsterdam)

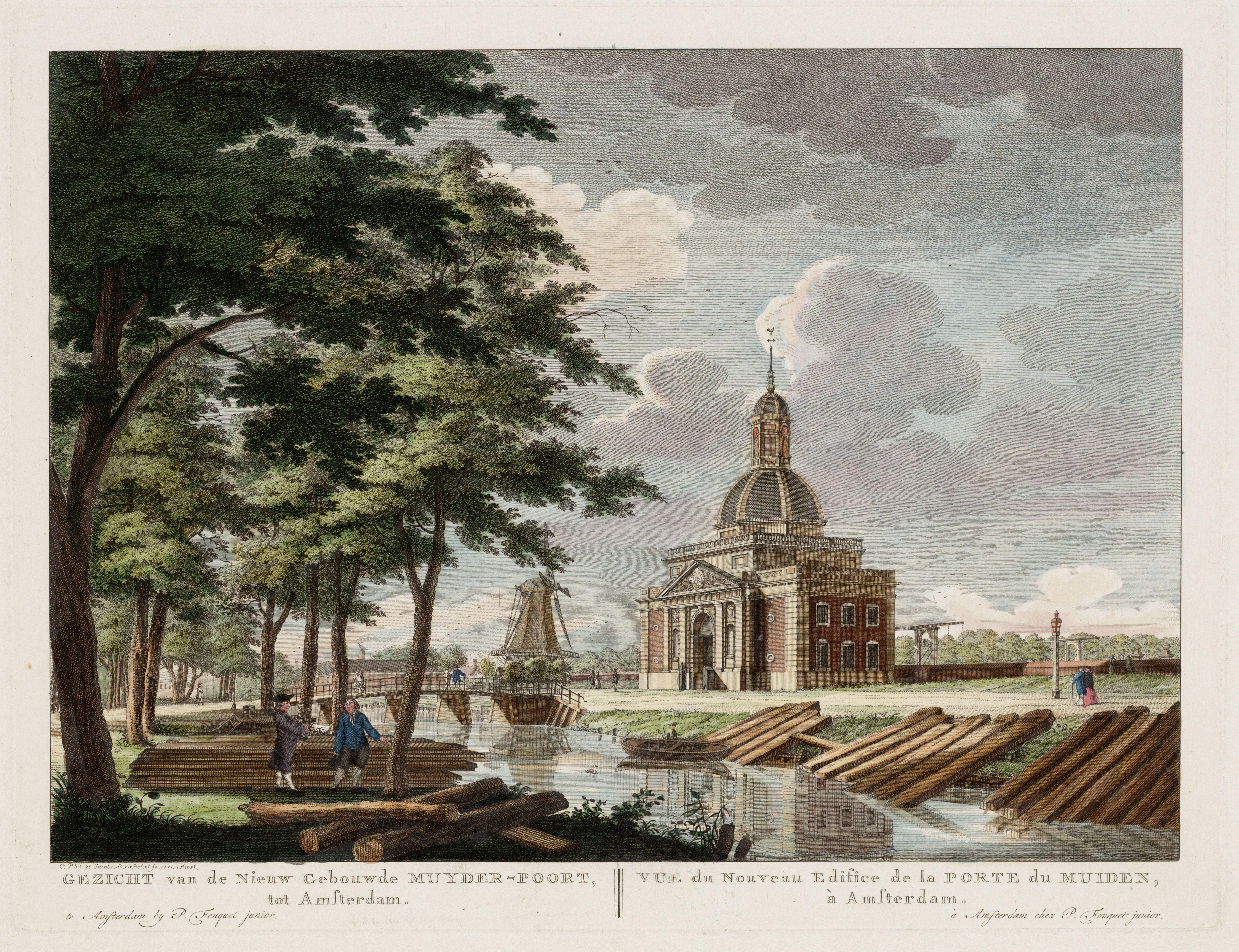
De Muiderpoort gezien vanuit de Plantage, over de Plantage Muidergracht (Caspar Philips Jacobsz., 1771).

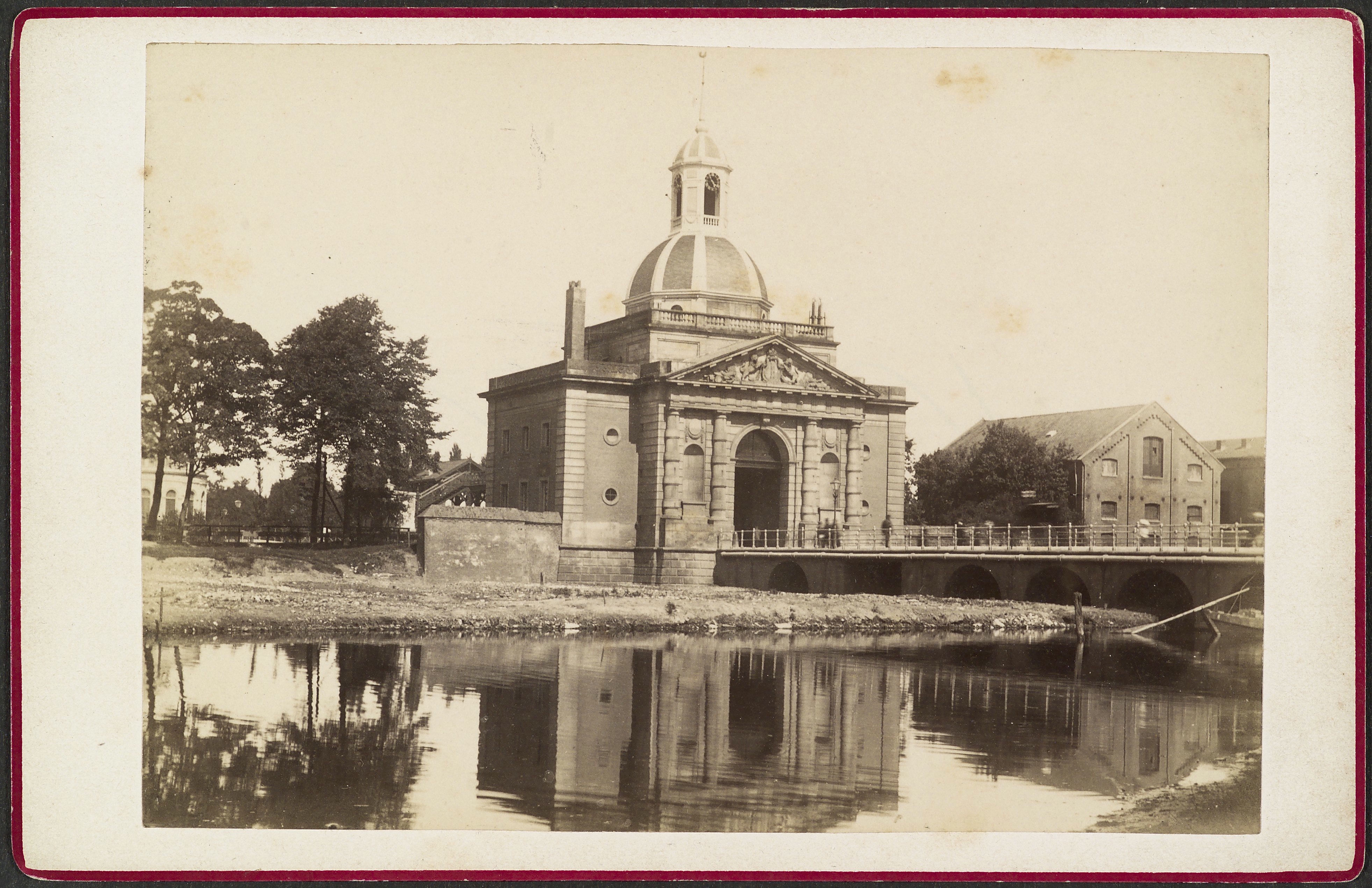
De Muiderpoort, gezien vanuit het zuiden, van buiten de stad bereikbaar via een lange brug over de Singelgracht; circa 1870.

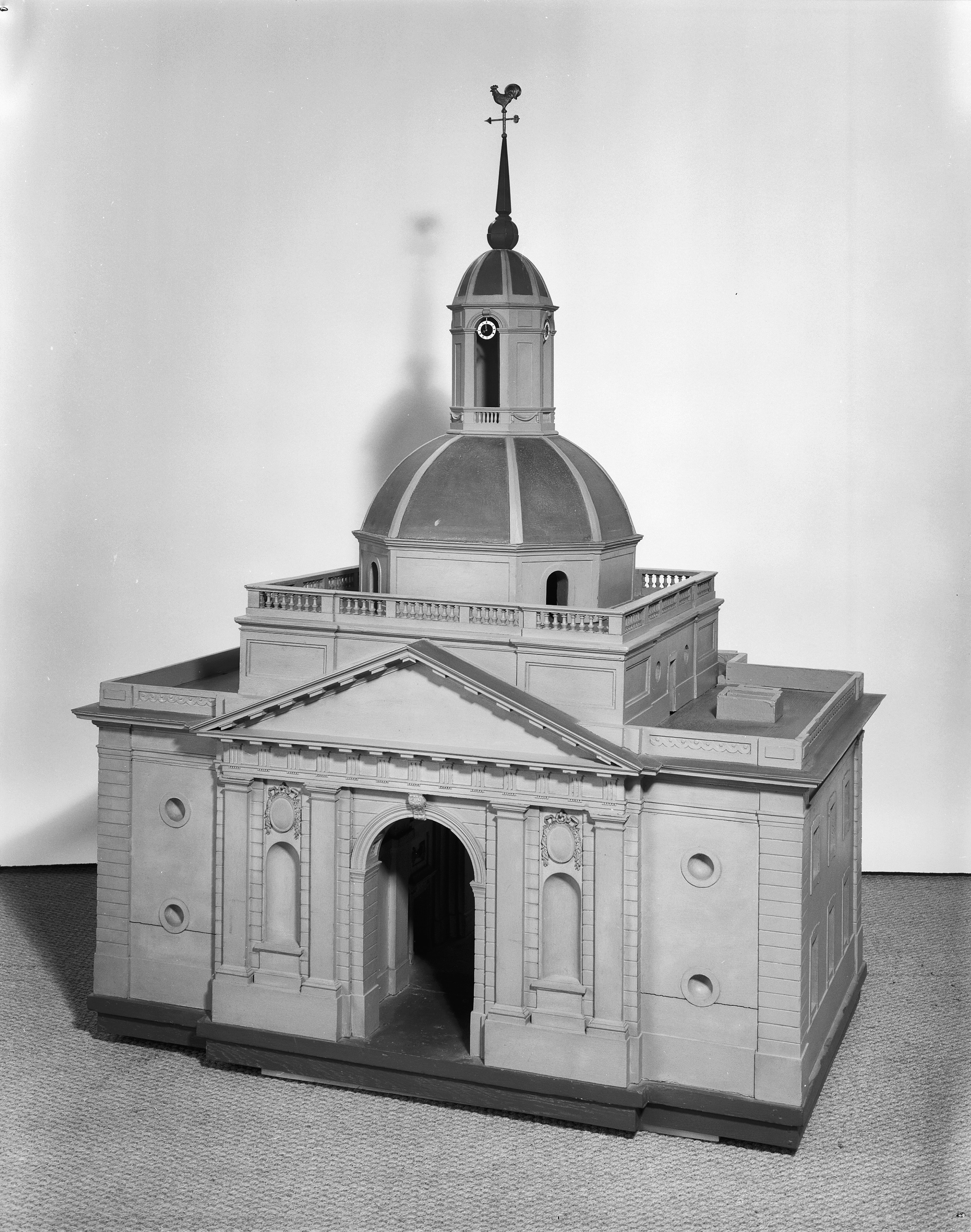
Muiderpoort, maquette in de collectie van het Amsterdams Historisch Museum.

De Muiderpoort in Amsterdam is een stadspoort op het Alexanderplein, bij de kruising van de Plantage Middenlaan met de Sarphatistraat. De poort maakte deel uit van de vestingwerken van Amsterdam. Ter weerszijden van de poort liggen brug 264 (over de Plantage Muidergracht bij Artis) en brug 265 (over de Singelgracht naar Het Tropenmuseum aan de Mauritskade). Het is een rijksmonument.

## Geschiedenis
De poort lag tussen de binnen- en buitengracht van de oude stadswal; de Singelgracht en de toenmalige Lijnbaansgracht. Van de poorten die in de 17de en 18de eeuw toegang tot de stad Amsterdam gaven is de Muiderpoort het enig overgebleven exemplaar. Wel is er nog één andere stadspoort bewaard gebleven uit de 15e eeuw, de Sint Antoniespoort op de Nieuwmarkt, die in 16e eeuw tot waag werd verbouwd en later diverse andere gebruiksfuncties kreeg.
De huidige Muiderpoort is de tweede op deze locatie. De oorspronkelijke poort werd gebouwd als onderdeel van de Vierde Uitleg van 1657-1663. De Utrechtsepoort en Weesperpoort hadden een gelijk ontwerp als de eerste poort. Deze poort is in 1769 ingestort, waarschijnlijk wegens problemen met de fundering. Tekeningen uit 1769 (beeldbank Stadsarchief Amsterdam) tonen een 'verzonkene' Muiderpoort na een watersnoodramp in 1769. In de nacht van 29 op 30 januari 1769 gleed de poort van zijn fundering en zakte zestien voet. De afbraak begon enkele dagen later. Daarna werd de huidige Muiderpoort gebouwd.
De tweede Muiderpoort is door stadsbouwmeester Cornelis Rauws (1732-1772) ontworpen in Lodewijk XVI-stijl . Het beeldhouwwerk is gemaakt door Anthonie Ziesenis (1731-1801). De stadspoort werd in 1770 gebouwd, nadat de oude poort uit 1663 in 1769 was ingezakt wegens problemen met de fundering. De poort was in architectonische zin het eerste belangrijke stadsgebouw van de 18de eeuw. In het Amsterdam Museum bevindt zich een in 1769 vervaardigde houten maquette . Twee jaar later werd het bouwwerk vereeuwigd in zes gravures van de hand van Caspar Philips.
Op 9 oktober 1811 reed keizer Napoleon door de poort de stad binnen in een koets getrokken door acht witte paarden. Voor de gelegenheid stond er een speciale ereboog bij de poort.
In de nabijheid bevond zich tot 1880 een uitspanning en herberg met de naam "Roomtuintjes" die vooral gebruikt werd voor overnachtingen van bezoekers aan de stad die na de sluiting van de Muiderpoort de stad niet meer werden toegelaten. Tussen 1880 en 1884 werd deze uitspanning gesloopt voor de bouw van de Dapperbuurt. De huidige Roomtuintjes zijn naar deze herberg vernoemd.

## Architectuur
De stadspoort is classicistisch van opzet. De poortopeningen suggereren een triomfboog. Het verhoogde middengedeelte met balustrade wordt bekroond door een achtkantige koepeltoren. Aan de stadskant bevindt zich een inspringende middenpartij met pilasters en fronton, geheel in de Dorische orde. De achtergrond van de pilasters is in rustica uitgevoerd. Aan de land- of buitenzijde zijn zuilen toegepast die door banden onderbroken worden. Aan de landzijde is het nieuwe Amsterdamse stadswapen met de drie Andreaskruisen in het fronton aangebracht, aan de stadskant het oude stadswapen met een middeleeuws schip (een hulk en niet een kogge, zoals vaak wordt aangenomen). In het hoofdgestel, boven de poortdoorgangen, bevindt zich een bij de Dorische orde passend trigliefen-fries.

## Verkeer
Oorspronkelijk ging al het verkeer door de poort en lag er voor de poort over de Singelgracht een stenen brug waarin twee houten wipbruggen opgenomen waren. Aan het uiteinde van de brug was een buitenpoort of hamei aangebracht, voorzien van smeedijzeren hekken. Deze "hekkenpoort" werd in 1898 om verkeerstechnische redenen afgebroken: men vond de doorgang te smal. In 1903 werd de brug vervangen door een nieuw exemplaar dat naast de poort werd gebouwd; vanaf dat moment verloor de poort haar functie, want al het verkeer reed nu om de poort heen.
De hekkenpoort is bewaard gebleven. Veertig jaar na de sloop werd het poortje uit 1770 in 1938 herbouwd aan de ingang van het huidige Flevopark in Amsterdam-Oost. Nog steeds siert deze eveneens in Lodewijk XVI-stijl opgetrokken buitenpoort de toegang tot het park.
Alhoewel het Station Amsterdam Muiderpoort naar de Muiderpoort is vernoemd bevindt het station zich ongeveer een kleine kilometer ten zuidoosten van de Muiderpoort.

## Gebruik
Waar eens tol en zoutaccijns werden geheven heeft de Muiderpoort nog steeds een fiscale functie. Sinds 2002 is de Nederlandse Orde van Belastingadviseurs er gevestigd. Daarvoor was het gebouw in gebruik bij het International Bureau of Fiscal Documentation (IBFD).

## Stadsherstel
In juli 2019 werd de Muiderpoort door de gemeente Amsterdam verkocht aan Stadsherstel Amsterdam.